# Liavek
Liavek est un recueil de nouvelles de fantasy écrites par Steven Brust, Gregory Frost et Megan Lindholm, plus connue sous le nom de Robin Hobb. Il a été publié en France le 20 février 2014 aux éditions ActuSF,.
Liavek est également le nom d'une ville de fiction partagée par de nombreux auteurs. Elle a été le siège de nombreuses nouvelles écrites entre 1985 et 1990. Les écrivains y ayant contribué ont été chronologiquement : Pamela Dean (en), Patricia C. Wrede, Emma Bull, Gene Wolfe, Nancy Kress, Steven Brust, Jane Yolen, Kara Dalkey (en), Megan Lindholm, Will Shetterly (en), Barry B. Longyear, Charles de Lint, Nathan A. Bucklin, Gregory Frost, Charles R. Saunders, John M. Ford, Alison Bucklin, Alan Moore, Adam Stemple (en), Bradley Denton, Caroline Stevermer (en), Lee Barwood et Walter Jon Williams.

## Contenu
- Un acte de contrition, 2014 ((en) An Act of Contrition, 1985), trad. Jacqueline CallierNouvelle signée Steven Brust
- Hasard de naissance, 2014 ((en) A Coincidence of Birth, 1985), trad. Jacqueline CallierNouvelle signée Megan Lindholm
- La Fortune du pot, 2014 ((en) Pot Luck, 1986), trad. Jacqueline CallierNouvelle signée Megan Lindholm
- Un acte de foi, 2014 ((en) An Act of Trust, 1986), trad. Jacqueline CallierNouvelle signée Steven Brust
- Un acte de miséricorde, 2014 ((en) An Act of Mercy, 1987), trad. Jacqueline CallierNouvelle signée Steven Brust et Megan Lindholm
- Un acte d'amour, 2014 ((en) An Act of Love, 1988), trad. Jacqueline CallierNouvelle signée Steven Brust, Gregory Frost et Megan Lindholm

## Résumés

### Un acte de contrition
Le comte Dashif, ancien sorcier ayant perdu sa magie, est un des hommes de main de Son Éminence Écarlate, régent de Liavek. Pour ce dernier, il doit mettre fin à un complot impliquant les grand prêtres d'Or.

### Hasard de naissance
Kaloo, fille adoptive de Daril et T'Nar, à la recherche d'informations quant à son ascendance, rend service à une de ses connaissances en effectuant une livraison d'herbes médicinales à L'Ferrti, un sorcier. Ce dernier, souhaitant récupérer une paire de boucles d'oreille enfermant une partie de sa magie mais dorénavant propriété du comte Dashif, accepte de donner des cours de magie à Kaloo en échange de sa participation à la reconquête de ses bijoux.

### La Fortune du pot
Daril, tenancière d'une taverne servant l'un des meilleurs ragoûts de Liavek, voit son monde s'écrouler quand son ragoût, qu'elle entretient et prolonge chaque jour depuis que sa mère lui a légué son taverne. Kaloo met au courant le sorcier L'Ferrti de la situation et ce dernier propose son aide. Kallo le prévient de l'aversion de la magie qu'ont Daril et T'Nar, ses parents adoptifs. L'Ferrti, n'en ayant cure, se grime et se rend à la taverne de Daril.

### Un acte de foi
Après avoir dérobé des documents secrets à un agent tichenien, le comte Dashif doit effectuer une nouvelle mission pour son maître, Son Éminence Écarlate, le régent de Liavek. Cette fois-ci, il s'agit de retrouver une femme parlant avec les morts grâce à un artéfact. Ce qui semblait être une simple routine va se révéler bien plus risqué, Dashif étant poursuivi par l'agent tichenien et par Kaloo, dont le visage lui rappelle sa participation dans le vol de ses boucles d'oreille quelque temps auparavant.

### Un acte de miséricorde
Le jour de l'anniversaire de Kaloo est arrivé. C'est le premier pour elle, ne connaissant pas auparavant son jour de naissance. Elle sait que, durant cette journée, elle peut transférer sa chance, sa magie, dans un objet de son choix et ainsi, comme tout sorcier, elle pourra s'en servir quand elle le souhaitera et non pas uniquement le jour de son anniversaire. Décidée à accomplir ce rite coûte que coûte, malgré le refus de ces parents adoptifs et de son mentor en matière de magie, elle reçoit l'aide inattendue du comte Dashif et apprend à son propos une information des plus surprenantes.

### Un acte d'amour
Sa Magnificence Levar exige qu'on lui amène Jolesha car elle possède un artéfact lui permettant de parler avec des morts. Celle-ci avait fui Liavek quelque temps auparavant et en contrepartie le comte Dashif lui avait laissé la vie sauve. Arenride est chargée de cette mission et parvient à convaincre Jolesha de rentrer à Liavek. Brajii, un agent tichenien ayant eu maille à partir avec Dashif dans le passé, se rend également à Liavek dans le but de tuer le comte. Son Éminence Écarlate, le régent de Liavek, apprenant le retour de Jolesha, exige de Dashif qu'il récupère l'artéfact. Pour compliquer encore une situation déjà bien alambiquée, Kaloo, la fille du comte, est enlevée par Brajii et Jolesha.